# Диэгил
Диэгил (др.-греч. Διήγυλις; II век до н. э.) — царь фракийского племени кенов.

## Биография
Диодор Сицилийский характеризует Диэгила как удачливого, но жестокого правителя, по воле которого претерпели различные лишения многие фракийцы, и «всё государство было наполнено беззаконием». Фракийский династ воевал с пергамским царём Атталом II и захватил несколько греческих городов, в том числе Лисимахию, которую совершенно разорил и предал огню. При этом пленные подвергались самым жестоким и изощрённым истязаниям. Аттал же, «прослышав, насколько Дигилис ненавидим поданными из-за своей ненасытности и крайней жестокости, придерживался политики прямо противоположной», что позволило пергамскому царю привлечь на свою сторону многих фракийцев. По сообщению Страбона, Аттал организовал поход во Фракию и победил Диегила, и тот был убит своими же соплеменниками.
Дочь Диэгила стала второй супругой царя Вифинии Прусия II. Прусий, также как и Диэгил, находился во вражде с Пергамом, что не могло не способствовать их сближению. По предположению историка О. Л. Габелко, этот династический брак был заключен в первой половине 60-х годов — после поражения Персея, брата первой жены Прусия, в Третьей Македонской войне. Во время конфликта Прусия и его старшего сына, согласно Аппиану, Диэгил поддержал своего зятя и прислал по его просьбе в качестве телохранителей несколько сотен фракийцев. С другой стороны, Тачева М. допускает вероятность того, что Диэгил, ведя войну с Атталом, пользовался непосредственной поддержкой вифинского царя.
У Диэгила был сын по имени Зибелмий, по словам Диодора и Валерия Максима, не уступающий отцу в жестокости и также казнённый самими фракийцами.